# 范文山
范文山（1915年8月15日—1978年12月6日），越南歷史學家、軍人。曾在越南共和國軍中服役，軍銜上校。

## 生平
1915年8月15日，范文山出生於河東省（今屬河內市）。
1956年至1972年期間，范文山在西貢師範大學師生創辦的《史地集刊》工作。在這期間，他發表了一些越南史研究論文，也翻譯了一些史籍，並用越南語編寫了一部重要的歷史學著作——《越史新編》。
1952年9月1日范文山入伍。作爲越南共和國軍官，他曾擔任梅樹軍事情報與心理戰學院（trường Quân báo và Chiến tranh tâm lý Cây Mai ）校長。1975年時最終職務爲越南共和國軍總參謀部第五室（研究室）軍事部門主任，軍銜上校。
1975年西貢淪陷後，范文山被北越軍隊俘虜，送入再教育營進行學習改造。1978年12月6日，范文山因肺結核逝世於永富省瀧洮縣新立改造營（今屬富寿省安立縣）。但是根據同被送去再教育營的阮文養（曾於1958年-1960年在范文山手下工作）的說法，他於1979年在永富省新立監獄遇見了范文山，並在1980年初得到了後者的死訊。

## 著作
- 《17度緯線》（Vỹ tuyến 17），署名陽洲（Dương Châu）
- 《越史新編》（Việt sử tân biên）7卷，西貢，1956-1972年
- 《越史全書》（Việt sử toàn thư），西貢，1960年
- 《越南革命史》（Việt Nam cách mạng sử），又名《越南戰鬥史》（Việt Nam tranh đấu sử），河內，1951年
- 《總攻：越共1968戊申年總起義》（Cuộc Tổng Công Kích - Tổng Khởi Nghĩa của Việt-Cộng Mậu Thân 1968），與黎文陽合著，1968年
- 《越南共和國軍史》（Quân sử Việt Nam Cộng hòa）
- 《越南現代史要》（Việt Nam hiện đại sử yếu），河內，1952年